# Philipp Ellinger
Philipp Ellinger (* 18. Juni 1887 in Frankfurt am Main; † 12. September 1952 in London) war ein deutsch-jüdischer Pharmakologe. Er hat die Fluoreszenz-basierte Intravitalmikroskopie mitentwickelt und das Vorkommen von Riboflavin im Körper von Säugetieren mitentdeckt.

## Leben
Er war ein Sohn des Kaufmanns Leo Ellinger und dessen Frau Emma geb. Ruben.
Nach Gymnasialbesuch in Frankfurt am Main studierte er von 1905 bis 1911 in München Medizin und Zoologie, in Heidelberg Medizin und Chemie und in Greifswald Chemie, Physik und Mineralogie. Sein Onkel Alexander Ellinger, Pharmakologe in Königsberg und Frankfurt am Main, über den er später eine ausführliche Biographie schrieb, bestärkte ihn in seiner naturwissenschaftlich-medizinischen Neigung. 1911 wurde er in Greifswald mit einer bei dem Chemiker Karl Friedrich von Auwers angefertigten Dissertation „Untersuchungen an einfach ungesättigten Kohlenwasserstoffen, Säuren und Estern mit semicyclischer Doppelbindung“ zum Dr. phil. promoviert. Im selben Jahr heiratete er Elisabeth geb. Guttmann (1892–1983). Anschließend wurde er Assistent an dem von Rudolf Gottlieb geleiteten Pharmakologischen Institut der Ruprecht-Karls-Universität Heidelberg. Dort erwarb er 1914 mit einer Dissertation „Beiträge zur Kenntnis der spezifisch-sekretorischen Funktion der Nierennerven“ seine zweite, medizinische Doktorwürde. Nach Kriegsdienst im Ersten Weltkrieg zurück in Heidelberg, habilitierte er sich 1922 mit einer Arbeit „Zur Pharmakologie der Zellatmung“ für Pharmakologie. Nach Gottliebs Tod 1924 leitete er das Heidelberger Pharmakologische Institut kommissarisch, bis 1925 der neue Lehrstuhlinhaber Hermann Wieland sein Amt antrat. Die kommissarische Leitung wiederholte sich, als Wieland gestorben war und Wolfgang Heubner 1930 sein Nachfolger wurde.
Zwei Jahre später erhielt Ellinger an der Medizinischen Akademie Düsseldorf „das ersehnte Ordinariat“. Bereits ein Jahr später aber wurde er aufgrund des Gesetzes zur Wiederherstellung des Berufsbeamtentums als „Nichtarier“ entlassen. Der in Berlin tätige Pharmakologe Otto Krayer lehnte den Ruf auf den frei gewordenen Lehrstuhl in einem berühmt gewordenen Brief ab, in dem er „die Ausschaltung der jüdischen Wissenschaftler als ein Unrecht“ bezeichnete. Nachfolger in Düsseldorf wurde Otto Girndt (1895–1948).
Ellinger erhielt einen Ruf an die in der Entstehung begriffene Universität Ankara, sagte aber bald nach seinem Eintritt in die Türkei ab.
Er emigrierte mit seiner Frau und den drei Kindern nach London, wo er, unterstützt vom Council for Assisting Refugee Academics (Rat zur Unterstützung geflüchteter Akademiker) Mitarbeiter am Lister Institute of Preventive Medicine (Lister-Institut für Präventivmedizin) wurde. In den Jahren 1937 und 1938 reiste er im Auftrag des Medical Research Council zur Erforschung der Pellagra nach Ägypten. 1939 nahm die Familie die britische Staatsangehörigkeit an, sodass sie nach Ausbruch des Zweiten Weltkriegs nicht interniert wurde.
Nach dem Krieg wurde Girndt infolge eines Entnazifizierungsverfahrens seines Amtes enthoben. Seine Nachfolger wurden von 1945 bis 1946 Ludwig Heilmeyer und von 1946 bis 1950 Hellmut Weese. Zwar hatten die britische Militärregierung und eine Rektorenkonferenz der Universitäten der britischen Besatzungszone eine Wiedereinstellung der durch den Nationalsozialismus verdrängten Hochschullehrer gefordert. Die Düsseldorfer Medizinische Akademie bemühte sich aber nicht ernstlich um eine Rückgewinnung Ellingers. Sie sprach seine rückwirkende Emeritierung zum 1. Juni 1950 aus.

## Werk
Die Nerven der Niere beschäftigten Ellinger nach seiner medizinischen Doktorarbeit weiter. Dieses Interesse führte zum Kontakt mit dem Heidelberger Anatomen August Hirt. Mit ihm, der 1932 in den Kampfbund für deutsche Kultur und 1933 in die SS eintrat, entwickelte er ab 1929 die Intravitalmikroskopie. Dabei wurden Versuchstieren fluoreszierende Substanzen wie Fluorescein oder Trypaflavin injiziert und ihre Organe unter dem Mikroskop mit ultraviolettem Licht bestrahlt. Das Fluoreszenzlicht aus den Zellen der Organe ergab dann das mikroskopische Bild.
Ellinger und Hirt benutzten die Methode zur Untersuchung der Nierenfunktion. Dabei bemerkten sie, dass manche Zellen, so die Epithelzellen der Nierenkanälchen, aber auch Leberzellen, bei ultravioletter Bestrahlung schon gelbgrün fluoreszierten, wenn die Tiere noch nicht mit Fluoreszenzfarbstoffen behandelt waren.
Ellinger und sein Mitarbeiter Walter Koschara (1904–1945) untersuchten die fluoreszierenden Pigmente 1933 näher. Sie unterschieden sich von früher gefundenen und ließen sich in besserer Ausbeute aus Molke gewinnen. Ellinger und Koschara nannten sie mit dem Sammelnamen Lyochrome und reinigten daraus fünf Lactoflavine. Dieselben Pigmente wurden gleichzeitig – 1933 – von dem Heidelberger Chemiker Richard Kuhn und seinen Mitarbeitern in Hefe und in Bakterienkulturen entdeckt und Flavine genannt. „Wir sind mit <Kuhn und Mitarbeitern> übereingekommen, die Gruppe Lyochrome zu nennen und die Einzelverbindungen Flavine mit Zusatz des Namens des Herkunftmaterials, so dass das Flavin aus Milch Lactoflavin genannt wird.“ Es war die Entdeckung des heute meist Riboflavin genannten Vitamins. Ellinger und Koscharas zusammenfassender Bericht in der Zeitschrift Nature wurde Ellingers „Schwanengesang in Deutschland“. Ellinger forschte auch in England weiter über das Thema.
Zum zweiten Thema in England, Frucht seiner Reise nach Ägypten, wurde ab 1942 die Biochemie des Nicotinamids, dessen Mangel zu Pellagra führt. Er zeigte, dass antibakterielle Chemotherapie durch Verminderung der Bildung von Nicotinamid im Darm zu Pellagra führen kann.